# Emesa mantis
Emesa mantis är en insektsart som först beskrevs av Fabricius 1794.  Emesa mantis ingår i släktet Emesa och familjen rovskinnbaggar. Inga underarter finns listade i Catalogue of Life.